# 东部黑冠长臂猿
東部黑冠長臂猿（學名Nomascus nasutus）是一種曾經在中國和越南廣泛分佈的長臂猿，原來認爲是黑冠長臂猿的一個亞種，現在則專門列爲一個種。目前是世界上最瀕危的一種長臂猿，共有兩個亞種，即越南亞種和海南亞種。
東部黑冠長臂猿大約於20世紀50年代在中國大陸絕跡，但是于2006年在广西重新发现，現在已经恢复到5群31只。2002年，在越南發現了26頭野生越南亞種。
東部黑冠長臂猿面臨的主要威脅是棲息地的縮小和偷獵。